# 月經

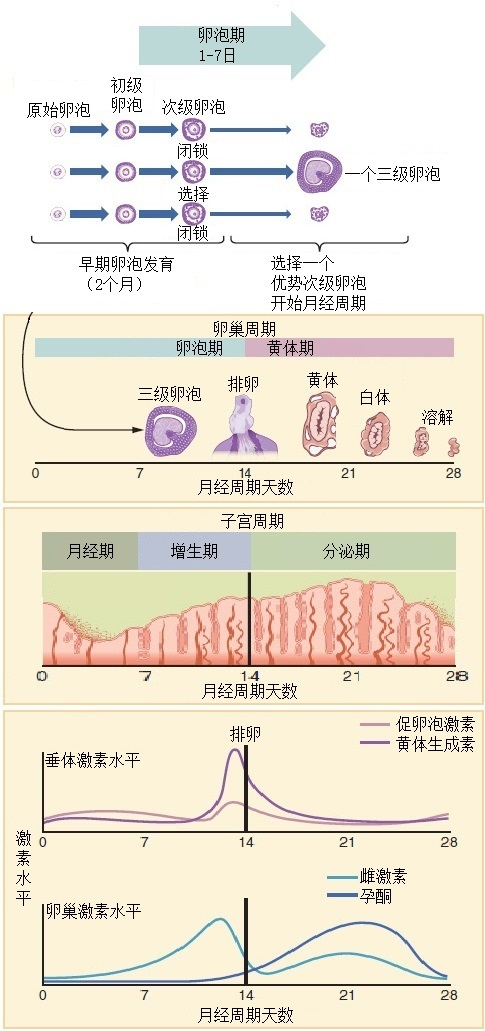
月經週期與相關激素的關聯圖。

月經（英語：Menstruation (mammal)，又稱月事、月信，古代叫做癸水、天癸，现代隐稱例假、生理假、姨媽到、大姨妈等），是指女性血液或黏膜定期從子宮內膜經陰道排出體外的現象。高達80%女性曾表示在月經開始前出現部分症狀。常見症狀包含長出粉刺、乳房變得柔軟、感到疲憊、容易發怒與情緒改變。由於這些症狀會干擾正常生活，因此稱為經前綜合症；20-30%女性會得到此症，其中的3-8%則較為嚴重。
月經通常在12-15歲之間首次出現，該次月經稱做初潮；然而，初潮可能會提早於8歲出現。已開發國家的初潮平均年齡比開發中國家早。從一段經期開始到下一段經期開始的間隔（月經週期），在青少年女性時期為21-45天，在成年女性則為21-31天，平均約為28天。月經在更年期後結束，通常發生於45-55歲時。月經來臨時，經血會持續流出約2-7天。
月經週期的發生與體內激素濃度的高低有關。月經週期間，為了做好懷孕的準備，子宮內膜會增厚，同時會排出卵子。卵子大約是在月經週期的第14天被釋出，同時間，用來提供養分的子宮內膜也已經變厚，準備讓胚胎著床發育。如果懷孕並未發生的話，子宮內膜將會崩解，形成月經。
有一些身體的問題和疾病和月經有關。無月經症候群的定義，是指當女性滿15歲還沒有初經，或是連續90天都沒有出現月經。經期在懷孕期間會暫時停止，甚至哺乳初期的幾個月也都還不會出現。其他月經相關的病症：像是經痛、非經期的不正常出血或是異常的大量出血。除了人以外，部分的生物像是：鼩鼱、蝙蝠和靈長類的猿與猴也都有月經週期。

## 月經週期
月經週期，又称作經期或生理期，是人類女性在生理上的循环周期，发生在其他的哺乳類動物則是經歷動情週期。
人类与其它物种不同，相對於其他雌性動物在排卵期有明顯的外表特徵，排卵期的女性外表变化相当不明顯，一个女人或许会感觉到她的排卵，但是对于其他人来说则是难以识别的，這稱作隱性排卵；这个特点则是具有社会生物学意义的。相反，其它物种通常通过热度来感受信息。类人猿是除人类之外唯一一种拥有隐性排卵的哺乳动物。
医学上认为唯有灵长类（包括人类在内）经历的生殖周期才叫做月经，除此之外其他哺乳类动物的生殖周期称为发情周期。月经由生殖激素系统调节，是生物繁殖的需要。一个女人的初次月经被称为初潮，而初潮的出现标志着女性已经步入了青春期。女性初潮时的平均年龄为12岁，而8岁至16岁初潮也均属于正常现象。也有的要晚到18歲-19歲以后才出现第一次月经。遗传、饮食与身体健康等等多方面因素可以使初潮提前或者延后到来。月经的停止标志着女性已经迈入了绝经期，又称更年期。绝经期女性的平均年龄为51岁，当然就像初潮一样，遗传、疾病、手术与医学治疗等等多方面因素会使绝经期提前或者延后，40至58岁步入绝经期均属于正常现象。而绝经期在35岁或之前到来则定义为早衰。
月经周期的长短因人而异，每个女性的月经周期也有长有短，一个女性的最长周期减去最短周期在8天以内的都属正常，长短之差小于4天的女性非常少见，而长短之差在8天至20天则有些适度的反常，长短之差在21天以上的女性则严重反常。（详见月经不调）。
月经周期从第一天月经来潮开始算起，原因是月经来潮的发作相当符合于激素分泌的周期。大体上可将月经分为下表中的几个阶段，每个阶段的长短因人而异，因周期而异。下表中的天数取的是平均值。
| 阶段名称                               | 天数  |
| 月经来潮                               | 4-7   |
| 卵泡期（又称作滤泡期，增殖期）         | 5-13  |
| 排卵（不属于阶段，而是分界线）         | 14    |
| 黄体期（又称作分泌期）                 | 15-26 |
| 缺血期（一些分法将此阶段并入了黄体期） | 27-28 |

在卵泡期间，雌激素的分泌增多使得子宫内膜变厚。在激素的复合影响下，卵巢内的卵泡开始增大，几天之后一个或偶尔两个卵泡开始呈显性状态（非显性状态的卵泡则开始萎缩消退）。显性状态的卵泡则进入排卵期，期间卵泡会释放一个卵子。（受精卵则会成为胚胎，在一周至两周的时间内通过输卵管进入子宫）。而未受精的卵子在排卵开始一天后，开始死亡并被女体吸收。排卵后，残余的显性卵泡则转变成黄体；黄体的首要功能是释放大量的黄体激素（又称孕激素、黄体酮）。在黄体酮的影响下，子宫内膜开始为可能的胚胎做胚胎植入的准备，从而进入妊娠状态。如果两周内胚胎植入没有发生，黄体则会开始死亡，引起急剧的黄体酮、雌激素浓度下降。这种激素浓度下降则会导致子宫内膜脱落，而这个过程就叫做月经来潮。
迹象表明胎生动物早期的卵子由生殖细胞构成。青春期时，每个卵巢中未成熟的卵子数量降至大约40万到50万。月经时，每月通常仅允许一个卵子排出，少數情況下會有多過一個卵子排出。由此可见在一个女人在她的生殖年间大约会排400到450次卵。而其他所有的卵子会经历一个退化的过程，最终溶解。由于一个女人一生中可产生的卵子数量在婴儿期就已经决定了，医学界认为随着排卵年龄的增長，卵子内染色质会愈加容易产生分裂、破损或变异，而相对地，随着年龄的增长，精子变异的状况则比较少。调查证明，高齡產婦所生的婴儿会有较高的几率被发现染色体异常，而高龄父亲的则不然。

## 經痛
經痛（亦称「痛经」）是女性月經來潮時產生的疼痛，也稱生理痛，主要可分為兩種：「原發性經痛」及「續發性經痛」兩種。

### 原發性經痛
經痛發生在於女性開始出現規則性月經時，其經痛大都是發生在月經的前一二天，經痛的表現為痙攣、絞痛。多數的經痛在月經的第二至三天會自動緩解，而且大部份的女性也會在年齡稍長或是生過孩子後會自然的減輕經痛或是消失經痛。
疼痛通常發生在月經開始之前的幾個小時或月經開始以後，而且會持續1至3天，恥骨上會有痙攣性的疼痛，有時會伴隨著腰酸，疼痛也可能牽連到大腿，噁心、嘔吐、腹瀉的情況也很常見，嚴重的病人甚至可能暈倒，按壓肚子、按摩腹部或改變姿勢會減少經痛的症狀，這與其他因為化學刺激或是感染造成的腹膜炎不同。

### 續發性經痛
經痛出現在女性有一段時間沒有經痛的月經之後，或是本來月經來潮的不舒服症狀漸漸的轉變成為明顯的腹痛。其表現的疼痛比較多樣性，有時表現在痙攣、絞痛，有時表現在鈍痛、脹痛甚至出現劇烈的刺痛。痛的性質大部分時間會隨時年紀而減輕，但有時反而會惡化。
疼痛通常在月經來潮前的1~2週就開始，而且會持續到出血停止之後幾天才慢慢緩解，病因相當的多，子宮內膜異位是最常見的原因，其次是子宮的腺肌症或是子宮內避孕器造成的疼痛等等。

## 末次月经
末次月經（英語：Last menstrual period），縮寫為LMP，是一個醫學概念，用於推算孕婦的預產期，其定義為，距當前日（今天）最近的一次月經來了日，或當前日（今天）之前，最近的一次月經來了日。

## 女性生理用品
有許多的女性生理用品目的為了吸收月經的經血，或是不讓經血留出體外。

### 可重複使用用品
- 可重複使用月经垫（英语：Cloth menstrual pad）：一般會是棉製、毛巾布（英语：Terrycloth）或是法兰绒的墊子
- 月经杯：硬質、可撓的鐘型物體，可以放在陰道內防止經血流出，可重複使用的月经杯，其材質會是橡皮或是硅膠，每次使用後都需要殺菌。
- 有護墊的內褲：可重複使用的布質（一般是棉質）內褲，有縫製護墊以吸收經血。
- 被子、毛巾：一般是在睡前置於兩腿之間以吸收經血。

### 拋棄式用品

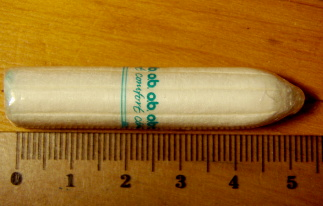
衛生棉條

- 衛生棉或衛生巾：某種類似長方形的片狀物，放置在內褲內吸收經血，有些在兩側會有二片可摺疊的部份，稱為蝶翼，可以摺到內褲外側，或/且在衛生棉背後有黏膠，可以黏在內褲上，防止衛生棉或護墊脫落。拋棄式的衛生棉一般是紙浆及不織布製成，其中再加上有孔的塑料被膜並且漂白。有些早期的衛生棉沒有蝶翼，而是用類似帶子的結構固定。
- 衛生棉條：可拋棄式的長條形物體，可能是人造絲和棉混紡的，也可能是纯棉的，棉條使用時需置入陰道中以吸收經血。一般會在需要接觸到水的地方使用，例如:游泳。
- 拋棄式月经杯：硬質、可撓的鐘型物體，可以放在陰道內防止經血流出，拋棄式月经杯其材質會是軟的塑膠。

除了上述吸收月經的用品外，製藥公司也發現其他藥品以舒緩月經的疼痛，這類藥品一般會是非類固醇消炎止痛藥。像当归、覆盆子葉及荚迷皮等中藥或草藥也可能有舒緩疼痛的效果。

## 月经与文化

### 宗教
某些宗教將月經期中的女人視為“不潔的”。伊斯蘭世界的觀點認為女性在月經期間不適合性交。這可從《古蘭經》中的一段（Al-Baqarah 2:222）看出：「他們問你月經的（律例），你說：『月經是有害的，故在經期中你們應當離開妻子，不要與她們交接，直到她們清潔。當她們洗淨的時候，你們可以在真主所命你們的部位與她們交接。』真主的確喜愛悔罪的人，的確喜愛潔淨的人」。猶太教則禁止從月經到之後一周的期間中的婦女參加宗教儀式，直到婦女在“潔淨池”(mikvah)中沐浴為止。
中國民間信仰亦認為女性在月經期間不應到寺廟參拜，否則對神明不敬；另外，也認為經期中的女性與男子性交會對該男子不利，稱為「撞紅」或“倒血霉”。
印度和尼泊爾一些地方視月經中的女人為不潔，要與家人分開生活至經期結束。

### 人类学
关于月经的文化现象一直是人类学研究的重点。传统的民族志研究显示许多不同族群对经血和月经期间的女性等等都持有十分相似的现象。
人类学的传统观点以此类研究认为所有人类族群都明显的有“月经禁忌”，以及“认为月经是一种污秽”的象征性想法，而这两种现象之所以那么普遍和明显，是各族群普遍认定的男性优于女性的优势，以及来自原始族群毫无理由根据的非理性。
然而由于人类学近来的研究重点逐渐转向女性的生活，这类研究开始出现不同的声音。新的资料显示所谓确定明显的现象其实相当模糊，而且这些现象在族群与族群间甚至同一族群内部都有相当多样的表现。所谓普遍的现象可能其实随各文化而有不同。
另一方面，人类学除了文化因素外，也逐渐开始重视生物学方面的研究，开始考虑月经文化现象是基于人类生理特性（如生殖能力等等）的可能。
為協助掃除對月經的污名化，彩通因應瑞典女性用品品牌Intimina的請求，把一種紅色色調指定叫作月經紅。

## 社會議題

### 月經貧窮
月經貧窮是指生理女性因為經濟困難，沒有辦法負擔或取得足夠的生理用品，進而對生活造成長期負面影響的社會現象。

### 月經平權
林薇成立非營利組織小紅帽 With Red，開始於臺灣及全球倡議月經平權，推動消除月經貧窮與污名。2022年6月，於臺北設立以月經為主題的實體博物館「小紅厝月經博物館 Period Museum」。

## 月經教育
臺灣教育部提撥2億元預算，2023年8月起在各級學校提供免費生理用品，一方面解救「月經貧窮」的學生外，也期望讓「月經」議題，成為教室裡不分男女的健康教育話題。